# Venhavre
Venhavre (Trisetum agrostideum) är en gräsart som först beskrevs av Lars Levi Læstadius, och fick sitt nu gällande namn av Elias Fries. I den svenska databasen Dyntaxa används istället namnet Trisetum subalpestre. Enligt Catalogue of Life ingår Venhavre i släktet glanshavren och familjen gräs, men enligt Dyntaxa är tillhörigheten istället släktet glanshavren och familjen gräs. Enligt den svenska rödlistan är arten nära hotad i Sverige. Arten förekommer i Övre Norrland. Artens livsmiljö är våtmarker, sjöar och vattendrag. Inga underarter finns listade i Catalogue of Life.